# Gérard Tancrez
Gérard Tancrez, né le 15 juin 1943 à Paris (12e) et décédé le 20 mai 2003 à Perpignan,, est un joueur international puis arbitre international français de handball.

## Biographie
Incorporé en 1962 aux Pompiers de Paris, Gérard Tancrez évolue à l'USM Bondy et l'ASPP et connait même trois sélections en équipe de France en 1968.
C'est en 1976 qu'il commence à arbitrer avec son binôme Jean Lelong en championnat de France, avant d'être promus au grade international en 1980. Tous deux ont ainsi arbitré 320 matchs internationaux, notamment au cours de treize championnats du monde (trois en groupe A), trois Jeux olympiques (Los Angeles en 1984, Séoul en 1988 et Barcelone en 1992), une finale de championnat du monde Espoirs et six finales de Coupes d'Europe
Parmi ces matchs, le duo a arbitré la finale aller de la Coupe des clubs champions féminine entre le Spartak Kiev et le Știința Bacău, disputée le 26 avril 1986 alors qu'a quelques kilomètres avait lieu la catastrophe nucléaire de Tchernobyl...